# Dorothy Holman
Edith Dorothy Holman, född 18 juli 1883 i Kilburn, död 1968 i Brent, var en brittisk tennisspelare.
Dorothy Holman var aktiv i tävlingssammanhang kring 1920. Hon vann 1920 singeltiteln i de så kallade "World Hard Court Championships" (efter säsongen 1924 övergick turneringen i Franska internationella mästerskapen, från 1968 Franska öppna) som spelades på grusbanor i Paris. Hon besegrade i finalen Francisca Subirana med 6-0, 7-5. Turneringen var öppen för spelare av alla nationaliteter. Vid samma tillfälle vann hon också dubbeltiteln tillsammans med Phyllis Satterwaithe. Hon var åter i dubbelfinal 1921 men lyckades inte vinna den gången.
Holman deltog 1920 i de Olympiska sommarspelen i Antwerpen. I singelklassen nådde hon finalen, där hon ställdes mot fransyskan Suzanne Lenglen som vann med 6-3, 6-0. Holman vann silver också i dubbel.

## Mästerskapstitlar
- "World Hard Court Championships"
  - Singel - 1920
  - Dubbel - 1920